# ورق كرافت
| link = | هذه المقالة يمكن توسيعها اعتمادا على الترجمة في ويكيبيديا الإنجليزية. اضغط [هنا] للتعليمات. - تُعدُّ الترجمةُ الآليةُ من كوكل بمثابةِ نقطةِ انطلاقٍ مُفيدةٍ للترجمات، ولكن يَجبُ على المُترجمينَ مُراجعةُ الأخطاءِ الّتي قد تُصاحبُ الترجمةَ حسبَ الضرورة، والتأكيد على دقةِ الترجمة، بدلاً من مجردِ نسخِ النصِّ المُترجمِ آلياً إلى ويكيبيديا. - لا تُترجمِ النصَّ الذي يبدو غيرَ موثوقٍ أو مُنخفضَ الجودة. تَحقِّقْ من النص بالتأكدِ من المَراجعِ الواردةِ في المقالةِ باللغةِ الأجنبية «إذا كان ذلك مُمكناً». - يجب إضافة قالب {{صفحة مترجمة}} بعد الترجمة إلى صفحة نقاش المقالة لضمان الامتثال لحقوق النشر. - لمزيد من الإرشاد، انظر ويكيبيديا:ترجمة مقالات إلى العربية. |

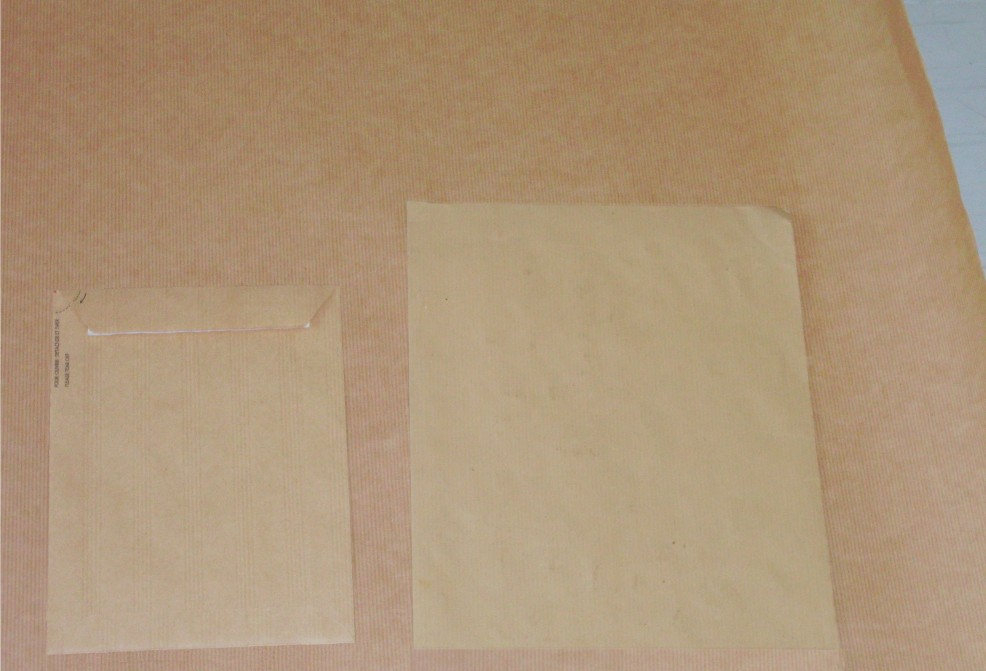
ورق كرافت.

ورق كرافت (بالإنجليزية: Kraft paper)‏ هو نوع من الورق قاس متين، يستعمل في لف البضائع وصناعة الأكياس الورقية.
وكلمة كرافت هي كلمة ألمانية تعني: القُّوة أو ما يُصنَع للتَّقوِية.

## معرض الصور

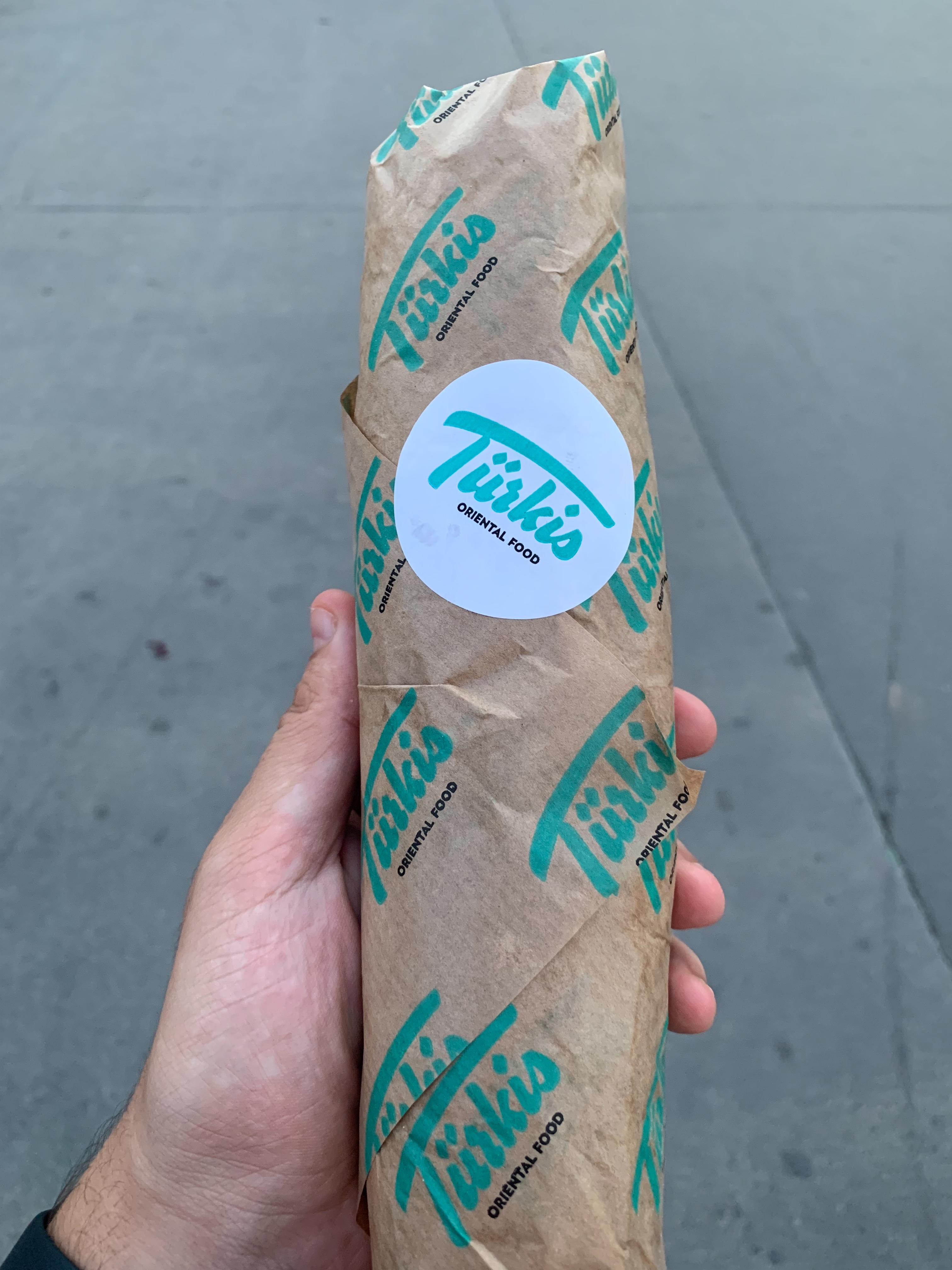
تُغلف أكلات الدرم عادةً بورق الكرافت.